# Marsac (Tarn-et-Garonne)

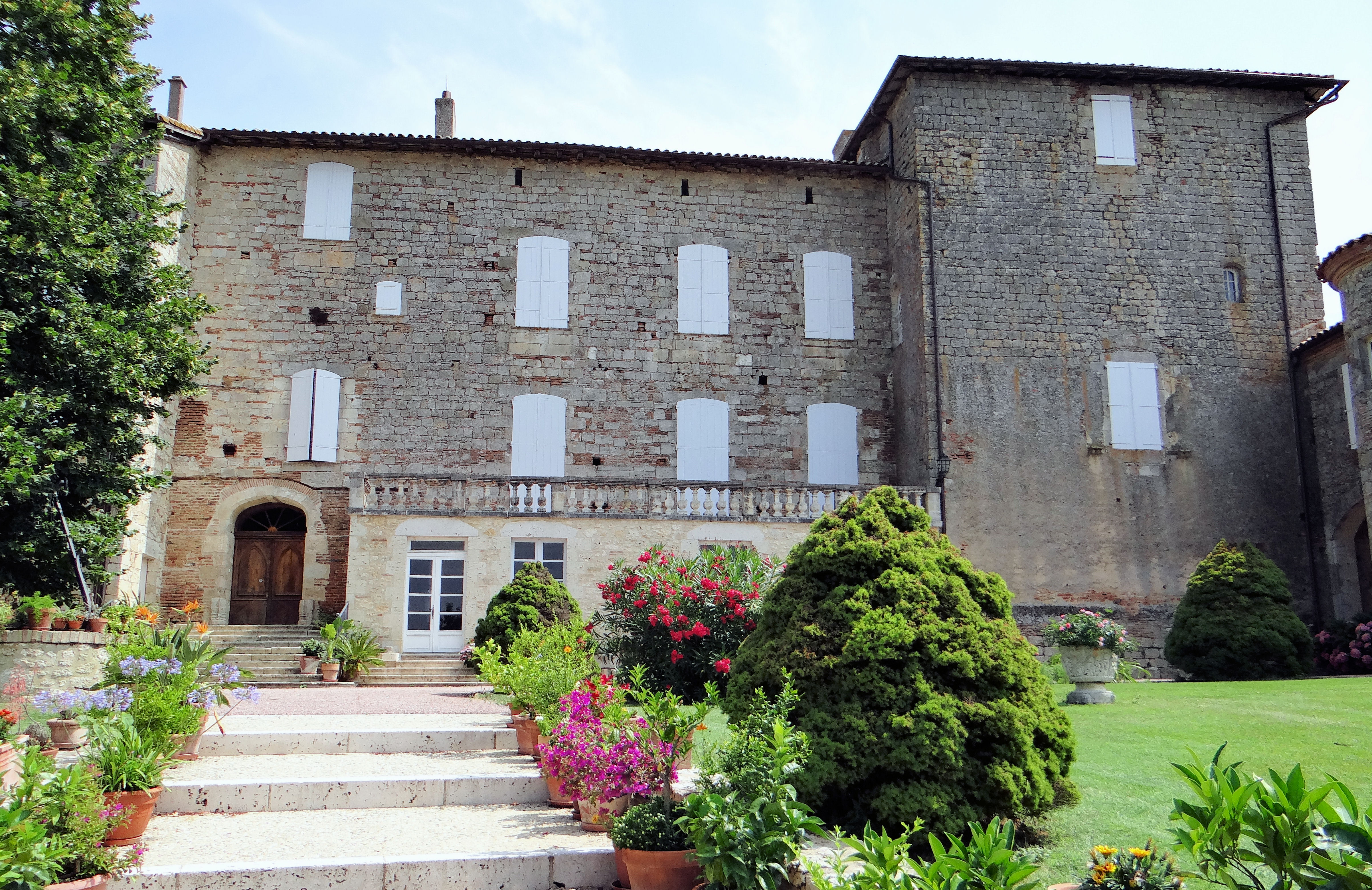
Kasteel

Marsac is een gemeente in het Franse departement Tarn-et-Garonne (regio Occitanie) en telt 212 inwoners (2004). De plaats maakt deel uit van het arrondissement Castelsarrasin.

## Geografie
De oppervlakte van Marsac bedraagt 14,6 km², de bevolkingsdichtheid is 14,5 inwoners per km².
De onderstaande kaart toont de ligging van Marsac (Tarn-et-Garonne) met de belangrijkste infrastructuur en aangrenzende gemeenten.

## Demografie
Onderstaande figuur toont het verloop van het inwonertal (bron: INSEE-tellingen).